# Olonzac
Olonzac (okcitansko Lonzac) je naselje in občina v južnem francoskem departmaju Hérault regije Languedoc-Roussillon. Leta 2008 je naselje imelo 1.653 prebivalcev.

## Geografija
Naselje leži v pokrajini Languedoc ob reki Espène, 43 km zahodno od Béziersa, 29 km severozahodno od Narbonne.

## Uprava
Olonzac je sedež istoimenskega kantona, v katerega so poleg njegove vključene še občine Aigne, Azillanet, Beaufort, Cassagnoles, La Caunette, Cesseras, Félines-Minervois, Ferrals-les-Montagnes, La Livinière, Minerve, Oupia in Siran s 5.453 prebivalci.
Kanton Olonzac je sestavni del okrožja Béziers.

## Zanimivosti
- cerkev Marijinega Vnebovzetja;